# Fiducia supplicans
Fiducia supplicans je doktrinální deklarace schválená papežem Františkem a vydaná 18. prosince 2023 dikasteriem pro nauku víry, která katolickým kněžím umožňuje žehnat párům, které podle kanonického práva nejsou spojeny svátostí manželství, včetně párů homosexuálních. V zásadě je touto deklarací upraveno rozhodnutí kongregace pro nauku víry (jak se dikasterium pro nauku víry jmenovalo před svým přejmenováním v roce 2022). V responsum ad dubium (odpovědi na otázku), které kongregace v únoru 2021 vydala, není žehnání homosexuálním svazkům povoleno. Fiducia supplicans toto responsum upřesňuje a umožňuje žehnat homosexuálním párům. Katolická nauka o manželství (jakožto svátostném svazku mezi mužem a ženou) ani o morální nezřízenosti homosexuality se však nemění. Deklarace sklidila od kléru i laiků (ať už v církvi, nebo mimo ni) silné reakce, od pozitivních po negativní. Kromě reakcí na samotný obsah deklarace byla kritizována její nejednoznačnost a nejasnost mj. předsedou afrických biskupských konferencí kardinálem Ambongem.

## Obsah
Fiducia supplicans se snaží objasnit, jak by se církev měla chovat k „neregulérním“ párům, tj. monogamním párům, které váže dlouhodobé a hluboké emoční pouto, ale neuzavřeli svátostné manželství. Především umožňuje kněžím a jáhnům spontánně udělit požehnání páru, který o to požádá, ať už se jedná o pár homosexuální, nebo heterosexuální. Tato forma požehnání nesmí být spojována s jinými, světskými obřady, ani připomínat obřady svatební. Nejedná se totiž o svátost ani o jiný církevní obřad, požehnání má být především úkonem lidové zbožnosti. Heterosexuální páry jsou tedy nadále vyzývány k uzavírání manželství, jelikož toto požehnání svátost ani nenahrazuje, ani k ní není alternativou. Víctor Manuel kardinál Fernández, prefekt dikasteria pro nauku víry, v rozhovoru vysvětluje, že tímto žehnáním není žehnán svazek jako takový, ale pouze konkrétní osoby. Všechny sexuální úkony prováděné mimo svátostné manželství jsou i nadále považovány za těžce hříšné a nemorální. Samotná homosexuální přitažlivost mezi dvěma lidmi však církví odsuzována není.